# Autingues
Autingues est une commune française située dans le département du Pas-de-Calais en région Hauts-de-France. Ses habitants sont appelés les Autinguois.
La commune fait partie de la communauté de communes Pays d'Opale qui regroupe 23 communes et compte 25 186 habitants en 2021.

## Géographie

### Localisation
Localisée dans le nord du département du Pas-de-Calais, Autingues est une commune limitrophe d'Ardres et située, à vol d'oiseau, à 15 km au sud-est de la commune de Calais (chef-lieu d'arrondissement).
Le territoire de la commune est limitrophe de ceux de trois communes.
Les communes limitrophes sont Ardres, Louches et Nielles-lès-Ardres.

### Géologie et relief
La superficie de la commune est de 2,97 km2 ; son altitude varie de 4  à   45 mètres.

### Hydrographie
Le territoire de la commune est situé dans le bassin Artois-Picardie.
Le territoire communal est drainé par la Becque d'Autingues, cours d'eau naturel non navigable de 2,97 km, qui prend sa source dans la commune et se jette dans le watergang du Zandick au niveau de la commune de Nielles-lès-Ardres, et par le Brillant Pré, d'une longueur de 1,52 km.

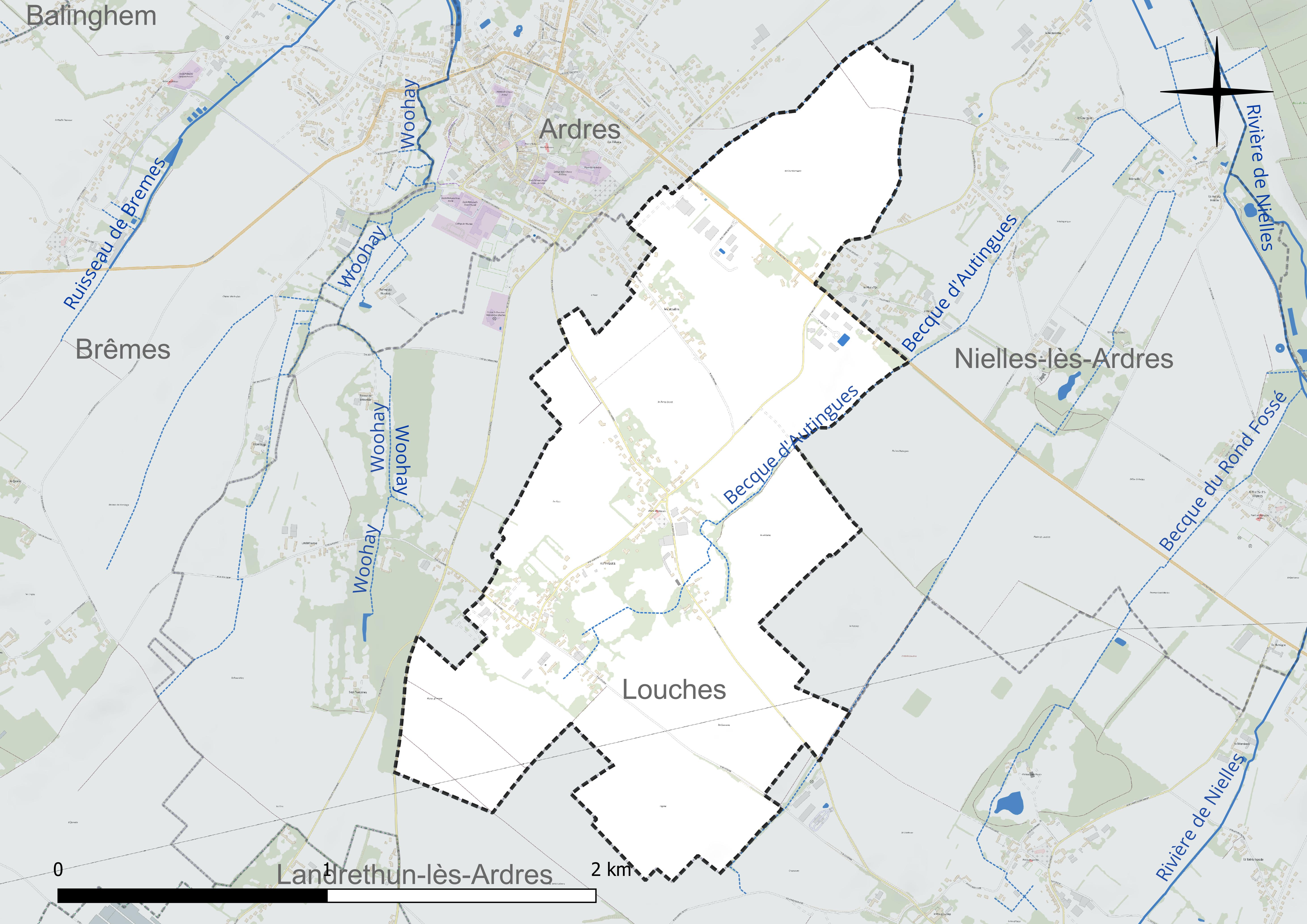
Réseau hydrographique d'Autingues.

### Climat
Pour des articles plus généraux, voir Climat des Hauts-de-France et Climat du Nord-Pas-de-Calais.
En 2010, le climat de la commune est de type climat océanique franc, selon une étude du CNRS s'appuyant sur une série de données couvrant la période 1971-2000. En 2020, Météo-France publie une typologie des climats de la France métropolitaine dans laquelle la commune est exposée à un climat océanique et est dans la région climatique Côtes de la Manche orientale, caractérisée par un faible ensoleillement (1 550 h/an) ; forte humidité de l’air (plus de 20 h/jour avec humidité relative > 80 % en hiver), vents forts fréquents.
Pour la période 1971-2000, la température annuelle moyenne est de 10,5 °C, avec une amplitude thermique annuelle de 13 °C. Le cumul annuel moyen de précipitations est de 891 mm, avec 12,2 jours de précipitations en janvier et 8,1 jours en juillet. Pour la période 1991-2020, la température moyenne annuelle observée sur la station météorologique la plus proche, située sur la commune de Licques à 6 km à vol d'oiseau, est de 10,5 °C et le cumul annuel moyen de précipitations est de 1 138,1 mm,. Pour l'avenir, les paramètres climatiques de la commune estimés pour 2050 selon différents scénarios d'émission de gaz à effet de serre sont consultables sur un site dédié publié par Météo-France en novembre 2022.

### Paysages
Pour un article plus général, voir Paysage en France.
La commune s'inscrit dans les « paysages des coteaux calaisiens et du pays de Licques » tels qu'ils sont définis dans l'atlas de paysages de la région Nord-Pas-de-Calais, conçu par la direction régionale de l'Environnement, de l'Aménagement et du Logement (DREAL),.
Ces « paysages des coteaux calaisiens et du pays de Licques » concernent 56 communes du Pas-de-Calais. Ces paysages s'étendent sur environ 30 km de long (est-ouest) et 15 km de large (nord-sud) et présentent deux sous-ensembles : les coteaux calaisiens au nord et le pays de Licques au sud. Les altitudes de ces paysages varient de 206 m dans le Pays de Licques, à 120 m dans l’ouest des coteaux Calaisiens, près de Guînes, et à 10 m dans l'est, près d'Audruicq.
Ces paysages recouvrent trois entités écopaysagères : les collines guînoises qui constituent le rebord septentrional de l'Artois, l'entité de Bredenarde qui appartient à la plaine maritime flamande, et la cuvette de Licques. Ils sont constitués de 59,70 % de cultures, de 17,30 % de forêts, de 15,11 % de prairies naturelles, permanentes, de 7,45 % d'espaces artificialisés, avec les quatre principales communes que sont Audruicq, Ardres, Guînes et Licques, de 0,27 % d'industries, et de 0,18 % de cours d'eau et plan d'eau.
Les éléments structurants de ces paysages sont la LGV Nord et l'A26, la rivière la Hem qui coule du sud vers le nord-est, les escarpements sur les coteaux du Calaisis et autour du pays de Licques et, d'ouest en est, les différents boisements comme la forêt de Guînes, le bois de l'Abbaye, la forêt de Tournehem et une partie de la forêt d'Éperlecques.

### Milieux naturels et biodiversité

#### Zone naturelle d'intérêt écologique, faunistique et floristique
L’inventaire des zones naturelles d'intérêt écologique, faunistique et floristique (ZNIEFF) a pour objectif de réaliser une couverture des zones les plus intéressantes sur le plan écologique, essentiellement dans la perspective d’améliorer la connaissance du patrimoine naturel national et de fournir aux différents décideurs un outil d’aide à la prise en compte de l’environnement dans l’aménagement du territoire.
Le territoire communal comprend une ZNIEFF de type 1 : les prairies et bois de Lostebarne-Woohay. Cette ZNIEFF, située entre les collines du pays de Licques et la plaine maritime flamande, permet la présence d’un réseau hydrographique riche et diversifié.

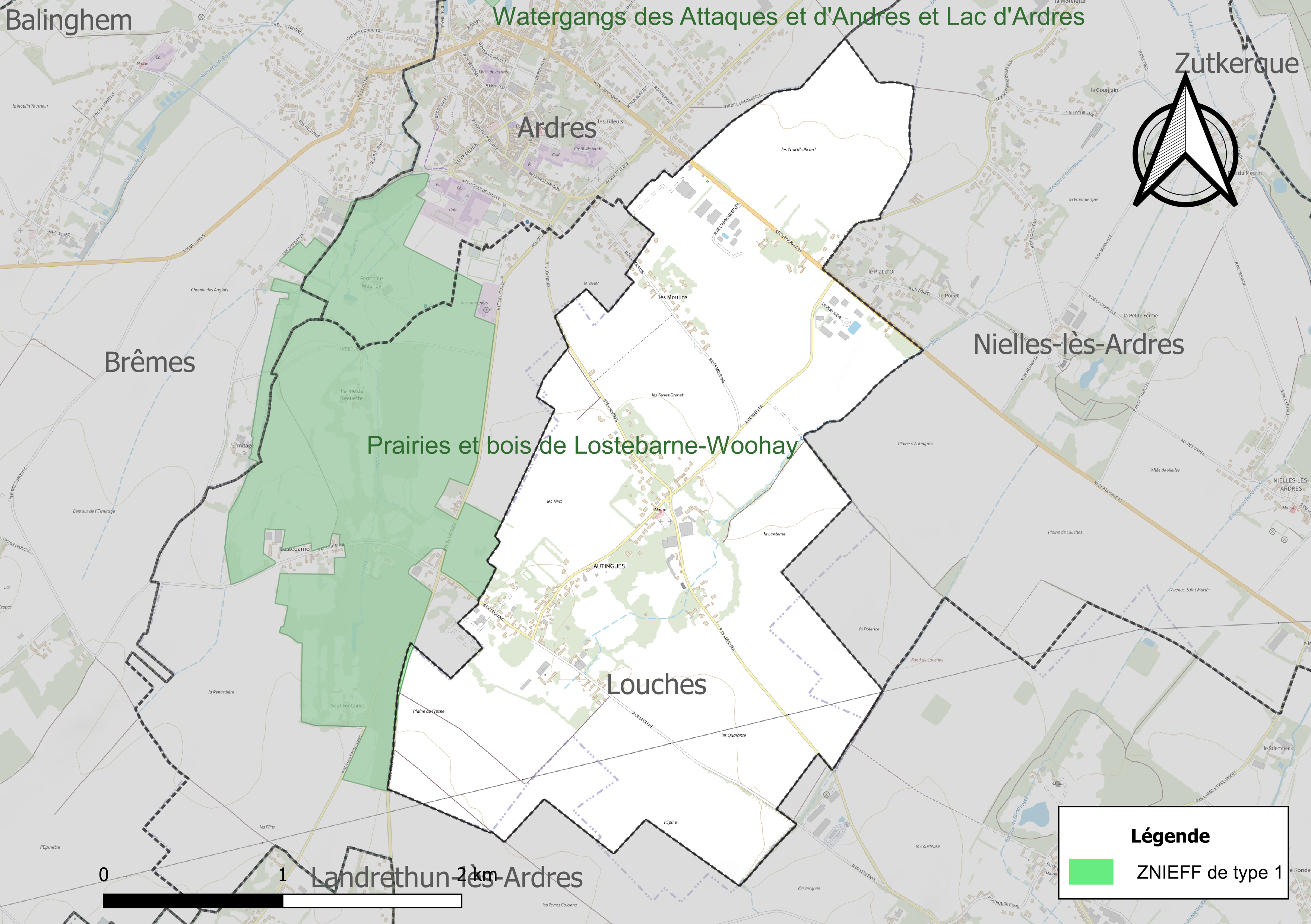
Carte de la ZNIEFF sur la commune.

## Urbanisme

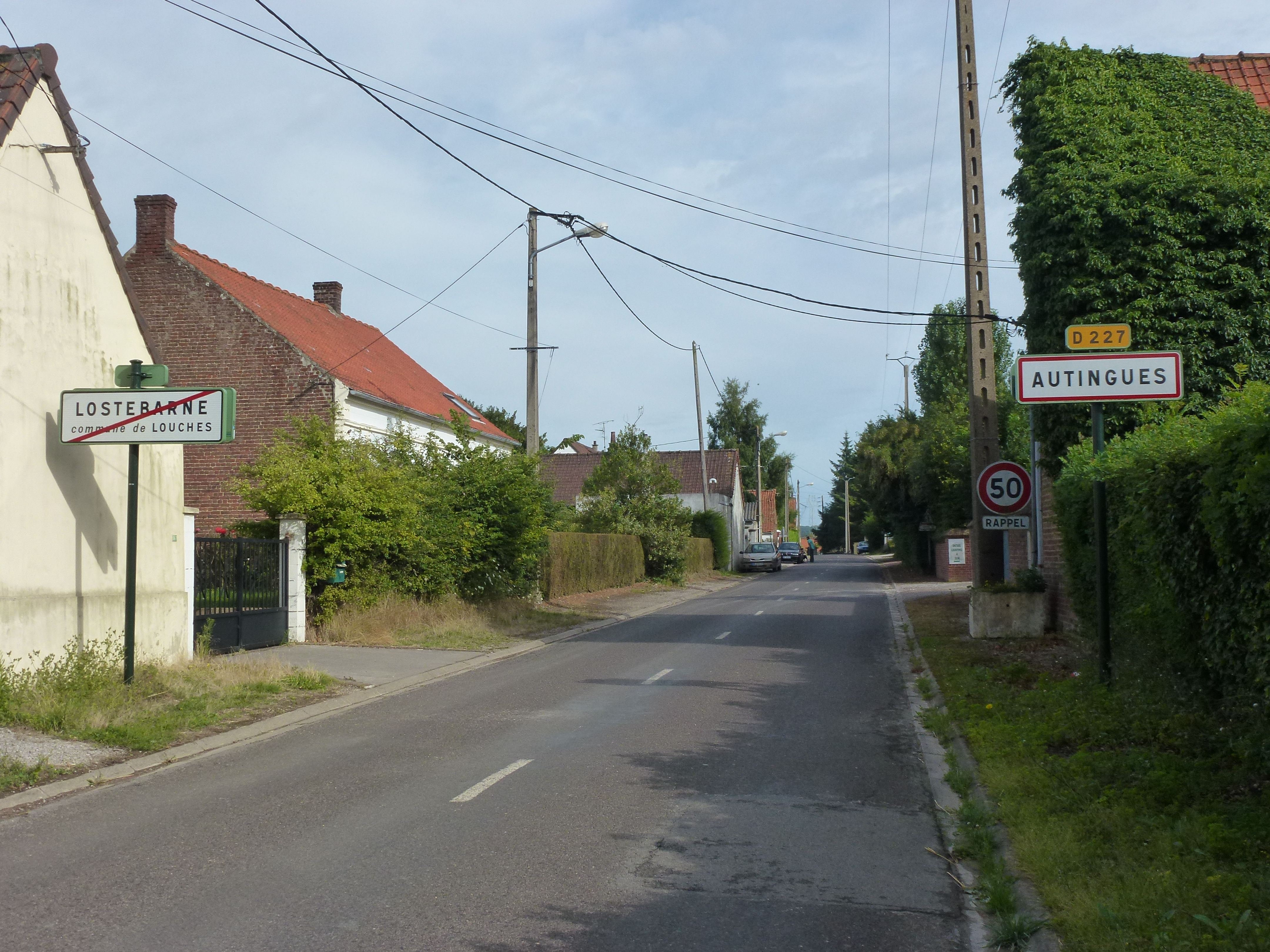
Panneau d'entrée de la commune.

### Typologie
Au 1er janvier 2024, Autingues est catégorisée commune rurale à habitat dispersé, selon la nouvelle grille communale de densité à sept niveaux définie par l'Insee en 2022.
Elle est située hors unité urbaine. Par ailleurs la commune fait partie de l'aire d'attraction de Calais, dont elle est une commune de la couronne,. Cette aire, qui regroupe 45 communes, est catégorisée dans les aires de 50 000 à moins de 200 000 habitants,.

### Occupation des sols
L'occupation des sols de la commune, telle qu'elle ressort de la base de données européenne d’occupation biophysique des sols Corine Land Cover (CLC), est marquée par l'importance des territoires agricoles (95 % en 2018), en diminution par rapport à 1990 (100 %). La répartition détaillée en 2018 est la suivante : 
terres arables (71 %), zones agricoles hétérogènes (24 %), zones urbanisées (5 %). L'évolution de l’occupation des sols de la commune et de ses infrastructures peut être observée sur les différentes représentations cartographiques du territoire : la carte de Cassini (XVIIIe siècle), la carte d'état-major (1820-1866) et les cartes ou photos aériennes de l'IGN pour la période actuelle (1950 à aujourd'hui).

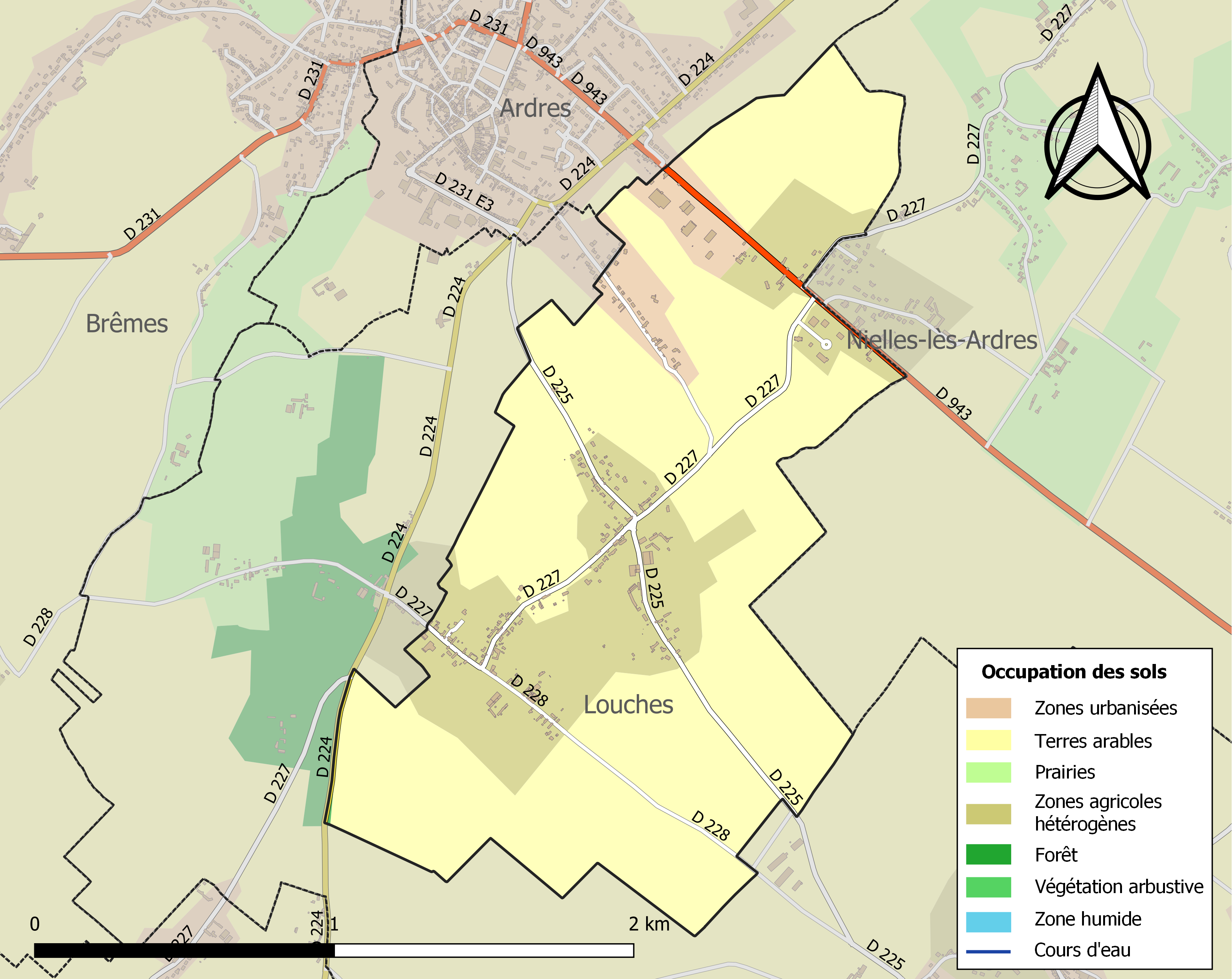
Carte des infrastructures et de l'occupation des sols de la commune en 2018 (CLC).

## Toponymie
Le nom de la localité est attesté sous les formes Altenges en 1084, Altinges en 1122, Autenghes en 1206, Altinghensis villa ou Altenghes au XIIIe siècle, Outinghes en 1223, Houtanghes en 1338, Outinges en 1347, Autinghes en 1450, Hautinghe en 1556, Autinghes en 1559, Hautingue ou Authinques en 1762, Autingues en 1793, Antingues puis Autingues depuis 1801.
Ernest Nègre donne comme origine toponymique l'anthroponyme germanique Aldingus.
Autingue en picard et Altingen en flamand.

## Histoire
Vers 1170, Clément d'Autingehem, pair des seigneurs d'Ardres, donne à l'abbaye Saint-Médard d'Andres un tiers de la dîme de Suaueque (Zouafques), tenue en fief d'Arnould d'Ardres. Baudouin II de Guînes, comte de Guînes, ratifie ce don avec son épouse Chrétienne d'Ardres et son fils Arnould lors d'une assemblée de tous les barons du comté à Guînes.
En 1273, Autingues est une des douze pairies du comté de Guînes.
Par arrêté préfectoral du 20 décembre 2016, la commune est détachée le 1er janvier 2017 de l'arrondissement de Saint-Omer pour intégrer l'arrondissement de Calais.

## Politique et administration

### Découpage territorial
La commune se trouve dans l'arrondissement de Calais du département du Pas-de-Calais.

#### Commune et intercommunalités
La commune est membre de la communauté de communes Pays d'Opale.

#### Circonscriptions administratives
La commune est rattachée au canton de Calais-2.

#### Circonscriptions électorales
Pour l'élection des députés, la commune fait partie de la sixième circonscription du Pas-de-Calais.

### Élections municipales et communautaires

#### Liste des maires
| Période                                  | Période                       | Identité                                            | Étiquette | Qualité                                      |
| ---------------------------------------- | ----------------------------- | --------------------------------------------------- | --------- | -------------------------------------------- |
| Les données manquantes sont à compléter. |                               |                                                     |           |                                              |
|                                          | avant 1966                    | Paul de Saint-Just                                  |           |                                              |
| avant 1988                               | 1998                          | Antoine de Saint-Just (Fils de Paul de Saint-Just)  | DVD       | Démissionnaire                               |
| 1998                                     | 2014                          | Pierre-Yves Adriansen                               |           | Agriculteur retraité                         |
| 2014,                                    | En cours (au 31 janvier 2022) | Blaise de Saint-Just (Fils d'Antoine de Saint-Just) |           | Agriculteur Réélu pour le mandat 2020-2026 , |

## Équipements et services publics

### Justice, sécurité, secours et défense
La commune dépend du tribunal judiciaire de Saint-Omer, du conseil de prud'hommes de Saint-Omer, de la cour d'appel de Douai, du tribunal de commerce de Boulogne-sur-Mer, du tribunal administratif de Lille, de la cour administrative d'appel de Douai, du tribunal judiciaire de Boulogne-sur-Mer et du tribunal pour enfants de Saint-Omer.

## Population et société

### Démographie
Les habitants de la commune sont appelés les Autinguois.

#### Évolution démographique
L'évolution du nombre d'habitants est connue à travers les recensements de la population effectués dans la commune depuis 1793. Pour les communes de moins de 10 000 habitants, une enquête de recensement portant sur toute la population est réalisée tous les cinq ans, les populations de référence des années intermédiaires étant quant à elles estimées par interpolation ou extrapolation. Pour la commune, le premier recensement exhaustif entrant dans le cadre du nouveau dispositif a été réalisé en 2005.

En 2022, la commune comptait 291 habitants, en évolution de +1,39 % par rapport à 2016 (Pas-de-Calais : −0,72 %, France hors Mayotte : +2,11 %).
| 1793 | 1800 | 1806 | 1821 | 1831 | 1836 | 1841 | 1846 | 1851 |
| ---- | ---- | ---- | ---- | ---- | ---- | ---- | ---- | ---- |
| 212  | 229  | 228  | 281  | 280  | 306  | 275  | 265  | 240  |

| 1856 | 1861 | 1866 | 1872 | 1876 | 1881 | 1886 | 1891 | 1896 |
| ---- | ---- | ---- | ---- | ---- | ---- | ---- | ---- | ---- |
| 253  | 243  | 241  | 228  | 219  | 264  | 239  | 234  | 251  |

| 1901 | 1906 | 1911 | 1921 | 1926 | 1931 | 1936 | 1946 | 1954 |
| ---- | ---- | ---- | ---- | ---- | ---- | ---- | ---- | ---- |
| 228  | 226  | 214  | 202  | 193  | 198  | 214  | 200  | 219  |

| 1962 | 1968 | 1975 | 1982 | 1990 | 1999 | 2005 | 2006 | 2010 |
| ---- | ---- | ---- | ---- | ---- | ---- | ---- | ---- | ---- |
| 218  | 182  | 223  | 230  | 224  | 255  | 296  | 305  | 298  |

| 2015 | 2020 | 2022 | - | - | - | - | - | - |
| ---- | ---- | ---- | - | - | - | - | - | - |
| 288  | 288  | 291  | - | - | - | - | - | - |

#### Pyramide des âges
En 2018, le taux de personnes d'un âge inférieur à 30 ans s'élève à 32,0 %, soit en dessous de la moyenne départementale (36,7 %). À l'inverse, le taux de personnes d'âge supérieur à 60 ans est de 32,6 % la même année, alors qu'il est de 24,9 % au niveau départemental.
En 2018, la commune comptait 144 hommes pour 146 femmes, soit un taux de 50,34 % de femmes, légèrement inférieur au taux départemental (51,5 %).
Les pyramides des âges de la commune et du département s'établissent comme suit.
| Hommes | Classe d’âge | Femmes |
| ------ | ------------ | ------ |
| 0,7    | 90 ou +      | 0,0    |
| 5,6    | 75-89 ans    | 7,6    |
| 25,2   | 60-74 ans    | 26,2   |
| 20,3   | 45-59 ans    | 19,3   |
| 13,3   | 30-44 ans    | 17,9   |
| 14,7   | 15-29 ans    | 8,3    |
| 20,3   | 0-14 ans     | 20,7   |

| Hommes | Classe d’âge | Femmes |
| ------ | ------------ | ------ |
| 0,5    | 90 ou +      | 1,6    |
| 5,6    | 75-89 ans    | 8,9    |
| 16,7   | 60-74 ans    | 18,1   |
| 20,2   | 45-59 ans    | 19,2   |
| 18,9   | 30-44 ans    | 18,1   |
| 18,2   | 15-29 ans    | 16,2   |
| 19,9   | 0-14 ans     | 17,9   |

## Économie

### Revenus de la population et fiscalité
En 2019, dans la commune, il y a 117 ménages fiscaux qui comprennent 313 personnes pour un revenu médian disponible par unité de consommation de 25 530 euros, soit supérieur au revenu médian de la France métropolitaine qui est de 21 930 euros,.

## Culture locale et patrimoine

### Lieux et monuments
- L'église Saint-Martin.
- Le monument aux morts[41].

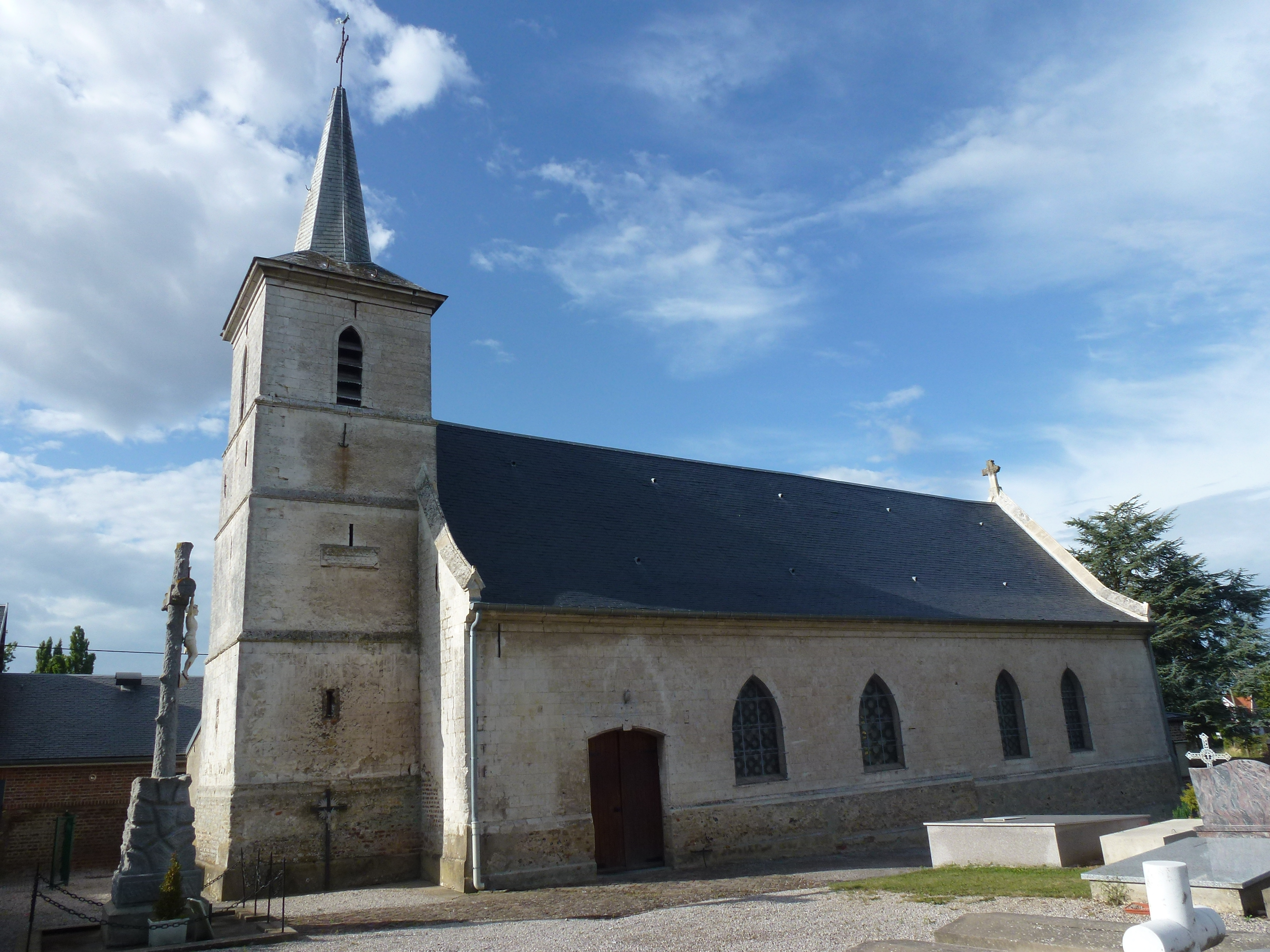
L'église.
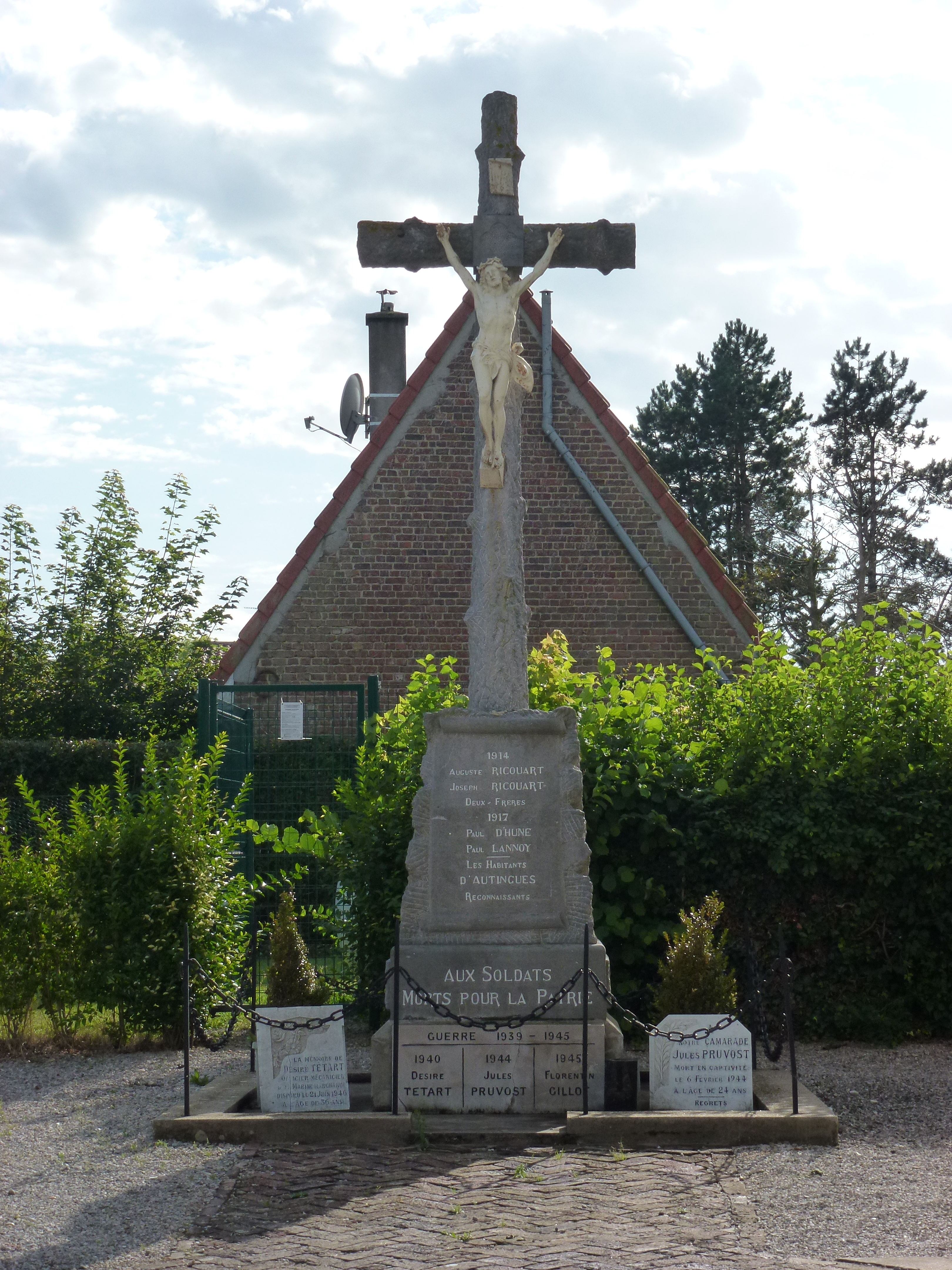
Le monument aux morts.

### Personnalités liées à la commune
- Famille de Saint-Just d'Autingues.

### Héraldique
| Blason de Autingues | Blason  | D'azur à la fasce d'or accompagnée de deux lions d'argent, armés et lampassés de gueules, l'un en chef, l'autre en pointe. |
| Blason de Autingues | Détails | Inspiré des armes de la famille de Saint-Just d'Autingues, toujours existante, qui porte : « d'azur, à la fasce d'or, accompagnée en chef d'une croisette pattée d'argent, et en pointe d'un lion du même, armé et lampassé de gueules ». Le statut officiel du blason reste à déterminer. |

## Pour approfondir